# Klebebinder
Ein Klebebinder ist eine Verarbeitungsmaschine aus dem Bereich der industriellen Buchbinderei. Klebebinder sind kontinuierlich arbeitende Maschinen zur Verleimung der Seiten, oft auch Bestandteil von kompletten Buch-Fließstrecken.
In einem Klebebinder werden aus den gefalzten und zusammengetragenen Druckbogen in mehreren Bearbeitungsschritten Buchblocks hergestellt. Je nachdem, ob dieser Buchblock im Anschluss daran mit einem einlagigen flexiblen Umschlag oder einer festen mehrlagigen Buchdecke verbunden wird, spricht man beim Endprodukt von einer klebegebundenen Broschur oder einem klebegebundenen Festeinband
Die einzelnen Verarbeitungsschritte laufen wie folgt ab:
1. Ausrichten der Falzbogen an Kopf (oben) und Bund (Hinten) durch Vibration.
2. Einklemmen der ausgerichteten Buchblocks zwischen zwei Transportklammern mit dem Bund nach unten.
3. der ca. 5–10 mm (je nach Maschinenhersteller) unten herausstehende Bund wird um ca. 2 - 6 mm abgefräst, so dass die Falzbogen nun unten offen sind.
4. durch weitere Werkzeuge erfolgt ein Säubern von Frässtaub, Schlichten und Kerben der Oberfläche zur besseren Klebstoffaufnahme.
5. mittels Walzen- oder Düsen-Leimwerk wird eine Klebstoffschicht auf den zukünftigen Buchblock-Rücken aufgebracht.
6. es werden (wasserbasierte) Dispersionskleber, Heißschmelzkleber (Hotmelt) oder Klebstoffe auf Polyurethan-Basis (PUR) eingesetzt. PUR hat den Vorzug, besonders hohe Haltekräfte zu haben und gleichzeitig ein leicht zu öffnendes Buch zu erzeugen, da die Schicht bei PUR besonders dünn sein darf und die Biegekräfte des Rückens entsprechend gering sind: Buch bleibt offen und bricht nicht.
7. auf den noch frischen („offenen“) Klebstoff wird ein Fälzelstreifen geklebt, falls der Buchblock später mit einer Buchdecke zu einem Hardcover-Buch gebunden werden soll.
8. soll eine Broschur entstehen, wird vor dem Fälzeln noch eine Seitenbeleimung mit einer Breite von 4 bis 10 mm aufgetragen.

Daraufhin wird der Buchblock unmittelbar mittig auf den geöffneten Umschlag aufgesetzt und mit diesem verpresst. Der Umschlag selbst ist zumeist 4-fach gerillt. 
Nach dem Klebebinden erfolgt entweder nur für den Buchblock (bei späterem Festeinband) oder die gesamte Broschur ein dreiseitiger Beschnitt (Kopf, Fuß und Front).
Unter den Bedingungen der industriellen Massenfertigung von Büchern und Broschuren stellt das Klebebinden eine sehr effiziente Technologie dar, in der Praxis werden Taktraten von bis zu 15.000 Blocks pro Stunde erreicht. Gleichwohl ist der Klebebindeprozess sehr komplex und bedarf einer feinen Abstimmung der verwendeten Materialien und Verarbeitungsparameter, damit haltbare Produkte entstehen.